# Wilhelm af Donner
Wilhelm Gustaf af Donner, född den 3 februari 1943 i Mölndals församling i Göteborgs och Bohus län, är en svensk militär.

## Biografi
af Donner avlade officersexamen vid Krigsskolan 1966 och utnämndes samma år till fänrik vid Dalregementet, där han kom att tjänstgöra till 1973, befordrad till kapten 1972. Han tjänstgjorde 1973–1981 vid Hallands regemente, studerade vid Militärhögskolan 1975–1977 och befordrades till major 1977. Åren 1981–1985 tjänstgjorde han vid Arméstaben: som detaljchef 1981–1982 och som chef för Fredsorganisationsavdelningen i Sektion 2 1983–1985, 1982 befordrad till överstelöjtnant. Han var 1985–1987 biträdande operationsledare vid staben i Östra militärområdet, utbildade sig 1987 vid Försvarshögskolan och var 1987–1988 bataljonschef vid Norra Smålands regemente. Han befordrades till överste 1988 och var brigadchef tillika ställföreträdande regementschef vid Kronobergs regemente 1988–1991. År 1992 befordrades han till överste av första graden och var 1992–1999 befälhavare för Smålands försvarsområde och chef för Norra Smålands regemente (från och med 1998 namnändrat till Smålands regemente). Från 1999 tjänstgjorde han vid Krigsförbandsledningen i Högkvarteret.
Ingemar Badman har komponerat en marsch tillägnad af Donner. Den heter ”Överste Wilhelm af Donner”.
Wilhelm af Donner är son till brandchefen Gustaf af Donner och Birgitta von Krusenstierna. Han är bror till Johan af Donner.